# Microcreagrella caeca
Microcreagrella caeca är en spindeldjursart som först beskrevs av Simon 1883.  Microcreagrella caeca ingår i släktet Microcreagrella och familjen spinnklokrypare.

## Underarter
Arten delas in i följande underarter:
- M. c. caeca
- M. c. madeirensis